# Obserwatorium Narodowe w Atenach

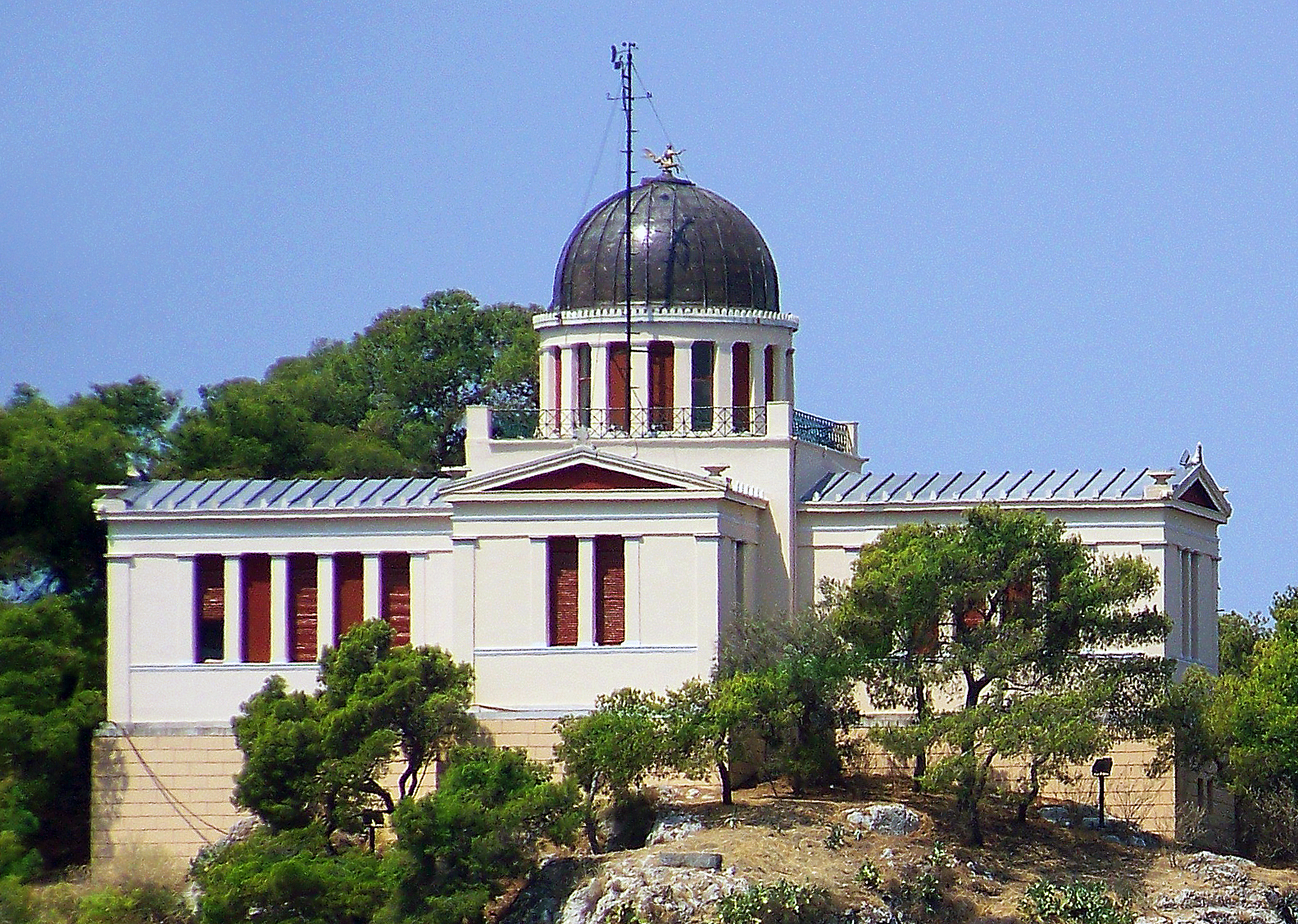
Główny budynek Obserwatorium Narodowego w Atenach

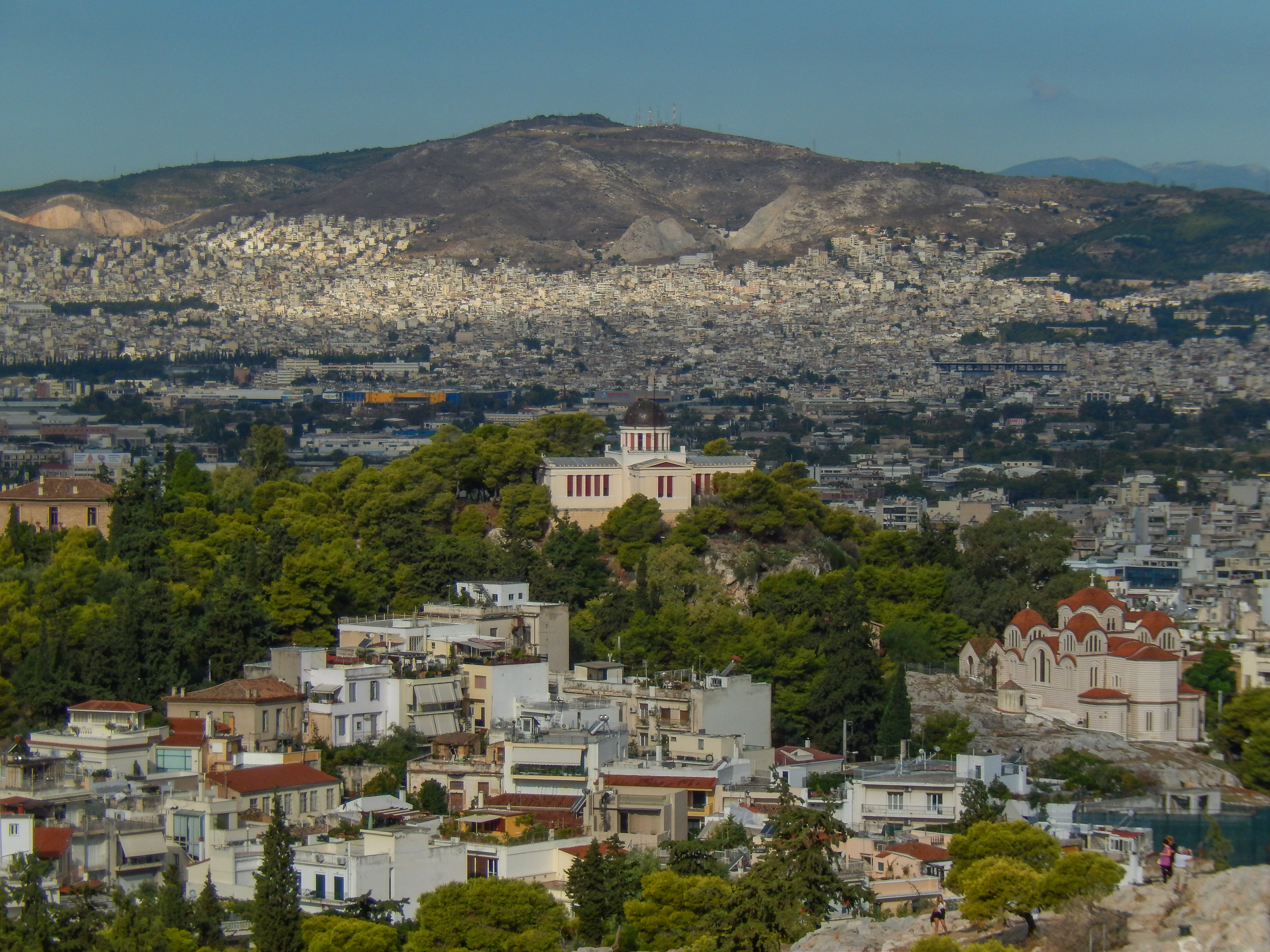
Widok obserwatorium na tle miasta

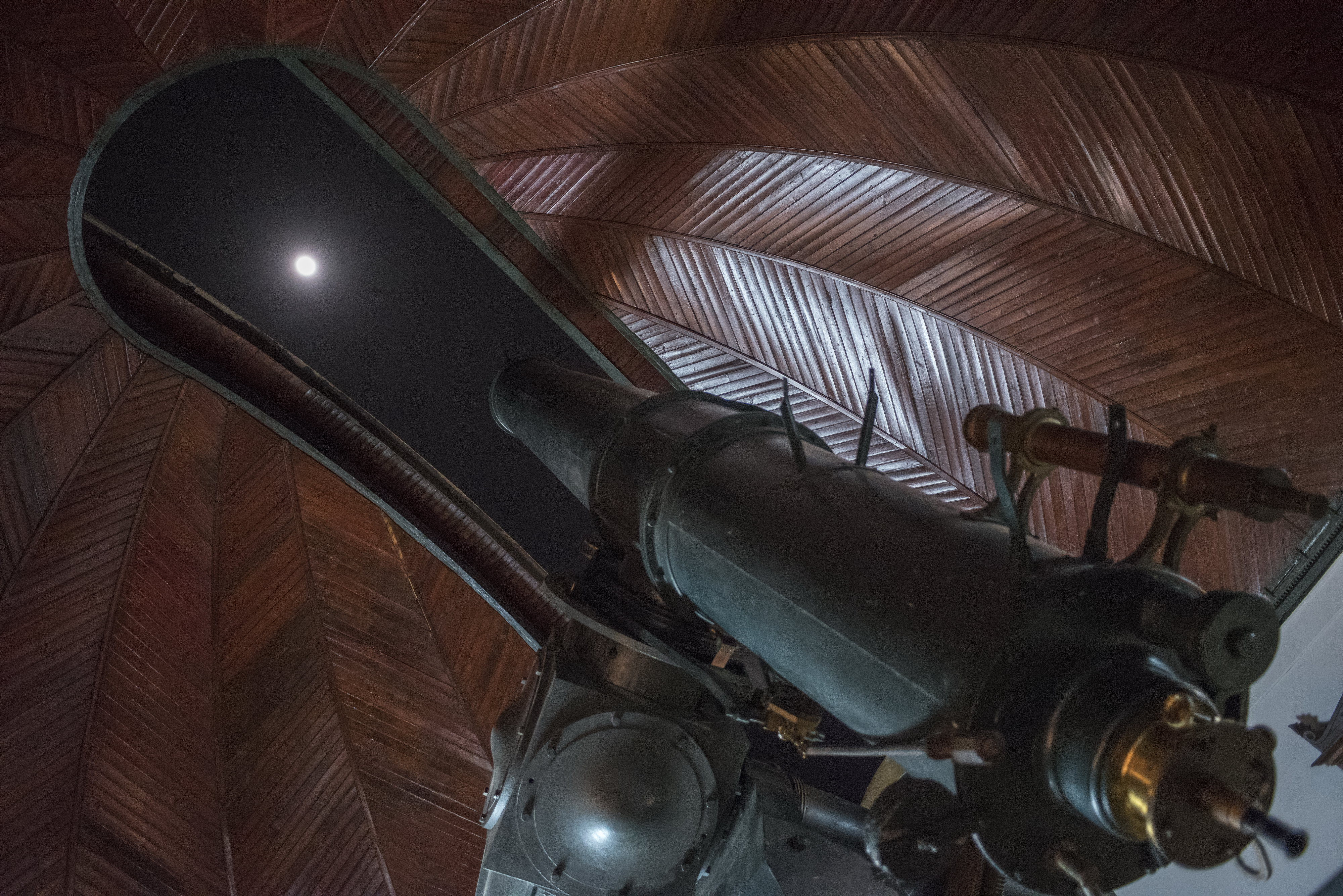
40-cm Teleskop Doridisa

Obserwatorium Narodowe w Atenach (gr. Εθνικό Αστεροσκοπείο Αθηνών) – grecka instytucja naukowa, której siedziba mieści się w stolicy kraju, Atenach.

## Historia obserwatorium
Obserwatorium zostało założone w 1842 roku i było pierwszą instytucją badawczą utworzoną w Grecji po odzyskaniu niepodległości od Imperium Osmańskiego. Budowę obserwatorium sfinansował grecki przedsiębiorca, bankier i dobroczyńca Georgios Sinas. Obserwatorium powstało na Wzgórzu Nimf, jednym z siedmiu ateńskich wzgórz. Główny budynek obserwatorium zaprojektował duński architekt Theophil Hansen w stylu neoklasycznym. Został on ukończony w 1846 roku, zaś obserwacje astronomiczne rozpoczęto we wrześniu 1847 roku.
Pierwszymi dyrektorami obserwatorium byli: Georgios Bouris (1847–1855), John Papadakis (1855–1858), Niemiec Julius Schmidt (1858–1884) i Demetrius Kokkidis (1884–1890). W 1890 roku dyrektorem został Demetrius Eginitis, który sprawował tę funkcję przez 44 lata aż do śmierci w 1934 roku.
Do końca XIX wieku głównym sponsorem obserwatorium był Georgios Sinas, a po jego śmierci – jego rodzina.
W 1896 powstał komitet narodowy w celu ufundowania nowocześniejszych instrumentów dla obserwatorium. Dzięki komitetowi obserwatorium się rozbudowało i wzbogaciło o kolejne teleskopy.

## Stan obecny
Obserwatorium, z racji swego położenia na szczycie wzgórza, jest jednym z punktów orientacyjnych we współczesnych Atenach. Ponieważ znajduje się w centrum Aten, zanieczyszczenie świetlne nie pozwala już na prowadzenie wartościowych obserwacji astronomicznych. Obecnie mieści się tu Muzeum Astrogeofizyczne, w którego posiadaniu znajdują się zegary, teleskopy i inne XIX-wieczne instrumenty, a także obszerna XIX-wieczna biblioteka. Działalność naukowa odbywa się w ramach trzech instytutów badawczych: Instytutu Astronomii, Astrofizyki, Zastosowań Kosmicznych i Teledetekcji (IAASARS), Instytutu Badań Środowiskowych i Zrównoważonego Rozwoju (IERSD) oraz Instytutu Geodynamiki (G.I.).

## Stacje obserwacyjne
Obserwatorium Narodowe w Atenach posiada trzy zewnętrzne placówki obserwacyjne:
- Obserwatorium Kryoneri na północnym Peloponezie, na zboczu góry Kyllene, na wysokości 900 m n.p.m. Zostało założone w 1972 roku, a jego głównym teleskopem jest 1,2-metrowy teleskop Cassegraina zainstalowany w 1975 roku[3].
- stacja obserwacyjna w Pendeli, na wysokości 500 m n.p.m., znajdująca się 18 km od centrum Aten. Znajduje się tu 62,5-cm refraktor Newalla zbudowany w XIX wieku, w 1957 roku podarowany Obserwatorium Narodowemu w Atenach. Stacja ta jest udostępniona zwiedzającym[4].
- stacja obserwacyjna na szczycie Chelmos, na wysokości 2340 m n.p.m., ok. 130 km na zachód od Aten. Znajduje się tu 2,3-metrowy Teleskop Arystarcha oddany do użytku w 2007 roku[5].